# Alojz Bulla
Alojz Bulla (20. června 1902, Ústie nad Oravou, Rakousko-Uhersko – 8. května 1978, Banská Bystrica, Československo) byl úředník a bojovník slovenského národního povstání.
Bulla studoval na gymnáziu v Trstené. Od roku 1916 byl obchodnický učeň. Pracoval jako úředník župního úřadu, tajemník okresního živnostenského společenství. Účastnil se slovenského národního povstání; pomáhal vydávat ilegální povstalecký tisk; připravoval vypuknutí povstání v regionu Turiec a pomáhal ukrývat uprchlíky a partyzány. Po skončení druhé světové války byl tajemníkem Revolučního okresního národního výboru v Martině, v letech 1949–1960 byl pracovníkem Krajského národního výboru v Banské Bystrici.